# Pterostylis coccina
Pterostylis coccina là một loài lan đặc hữu Australia, ở chúng nó mọc từ New South Wales đến Victoria.

## Hình ảnh

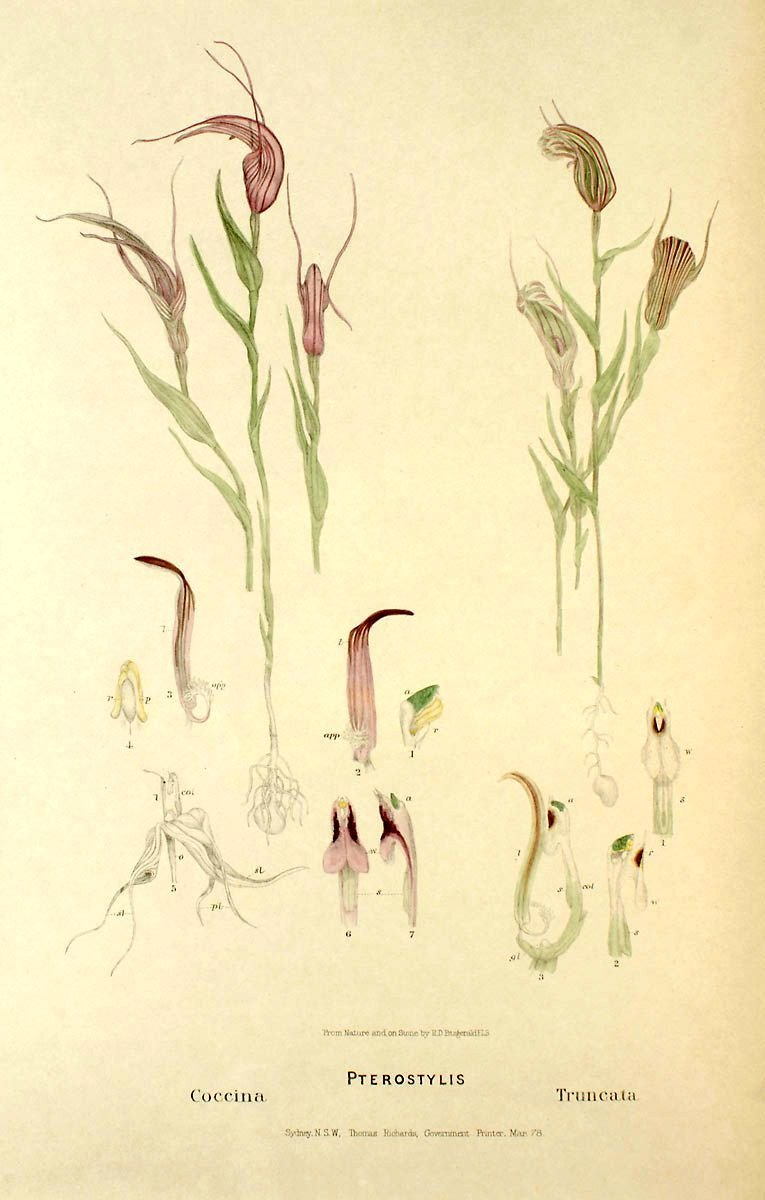
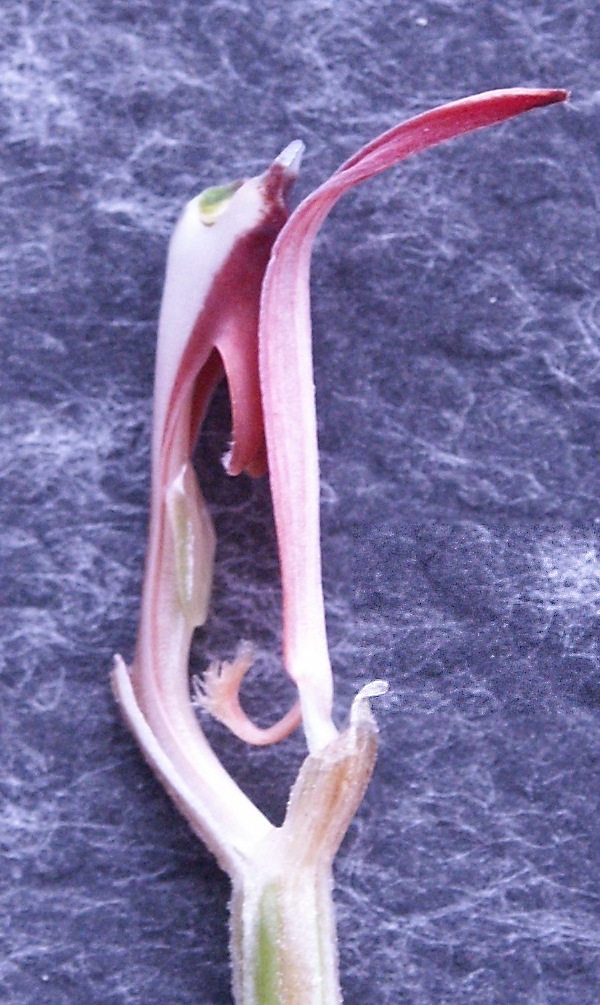